# Jean-Pierre Houdin
Pour les articles homonymes, voir Houdin.

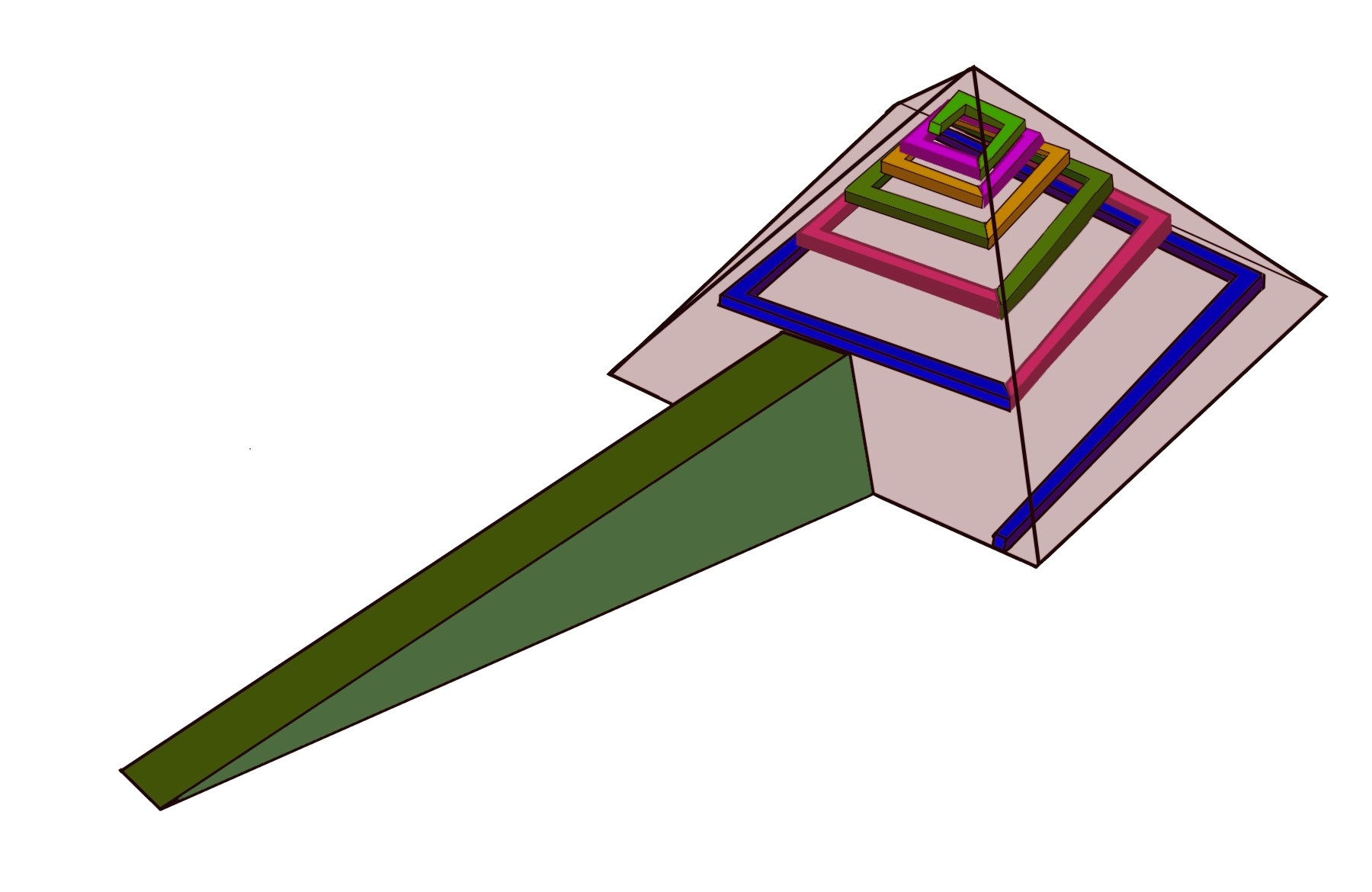
Rampe frontale et rampe interne

Jean-Pierre Houdin, né le 26 juin 1951 à Paris, est un architecte et un archéologue amateur français spécialisé en égyptologie. Il est connu pour son travail sur la construction des pyramides égyptiennes et notamment pour la théorie de la rampe interne développée à partir de l’idée de son père Henri Houdin.

## Biographie

### Enfance
Il est né en 1951 à Paris de Henri Houdin (1923-2014), ingénieur diplômé de l’École nationale supérieure d'arts et métiers de Paris, et de Renée Mésana, médecin (1917-2005). Il passe son enfance à Abidjan avec son frère Bernard (1949-) où la Société d’Études et de Travaux pour l’Afrique Occidentale (SETAO) dirigée par son père réalise des infrastructures dont le pont Félix-Houphouët-Boigny et le pont Général-de-Gaulle,. En parallèle, sa mère ferme son cabinet médical de Paris pour s’occuper de sa famille puis devient le médecin de la SETAO et réalise des vacations à l’ORSTOM.

### Études
À la suite de l’indépendance de la Côte d'Ivoire en 1962, la famille se réinstalle à Paris. À 19 ans, Jean-Pierre Houdin entre à la section architecture de l’École nationale supérieure des Beaux-Arts tout en exerçant à temps partiel dans une agence d’architecture. Diplômé en 1976 comme architecte DPLG, il décide de présenter son projet de diplôme de maison solaire au gouvernement ivoirien sans succès.

### Mariage
Il est marié à la vidéaste d’art contemporain Michelle Plessix.

### Vie professionnelle

#### Architecte DPLG
Sitôt son diplôme en poche en 1976, Jean-Pierre se lance comme architecte indépendant à Paris. Il exerce cette profession jusqu’en 1996.

#### Aventure parallèle

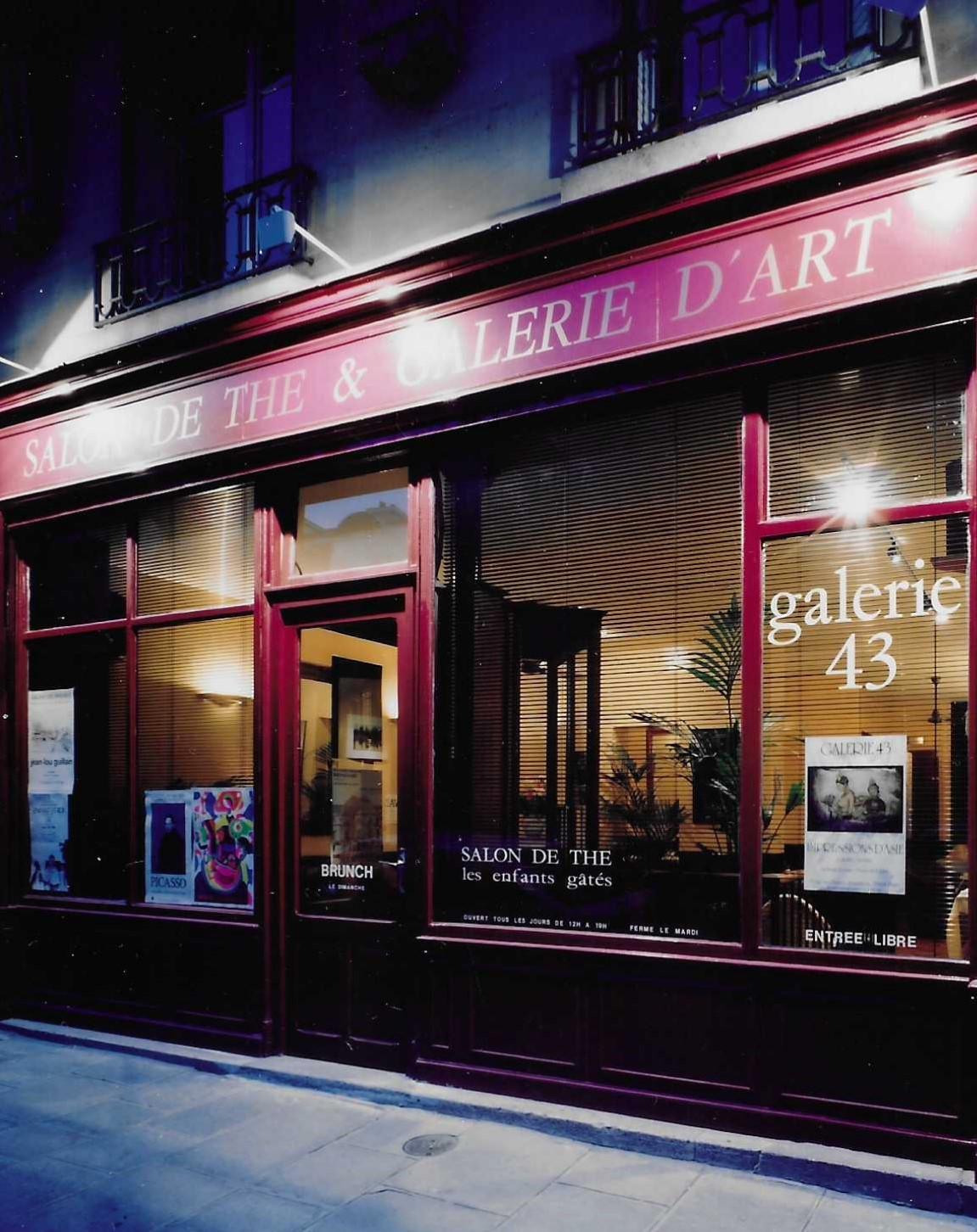
Les Enfants Gâtés en 1986.

Entre 1985 et 1995, le couple Houdin et leur ami ingénieur Laurent Chapus créent la société Les Enfants Gâtés pour lancer un salon de thé-galerie d’art dans le Marais à Paris. C’est ainsi qu’associée au salon de thé est lancée la Galerie 43, dirigée par Michelle Plessix. Cette galerie a invité gratuitement plusieurs dizaines de jeunes artistes en une dizaine d'années.

### Vie non-professionnelle

#### Découverte du numérique à New York
Après la vente de leur salon de thé-galerie, Michelle convainc Jean-Pierre de prendre une année sabbatique. À l’automne 1996, le couple part pour New York. Jean-Pierre y découvre l’informatique et le web. Il se forme aux nouvelles techniques : conception 3D assistée par ordinateur et création de design de sites web. En septembre 1997, le couple rentre en France pour vendre leur appartement afin de partager leur temps entre Paris et New York.

#### Archéologue amateur

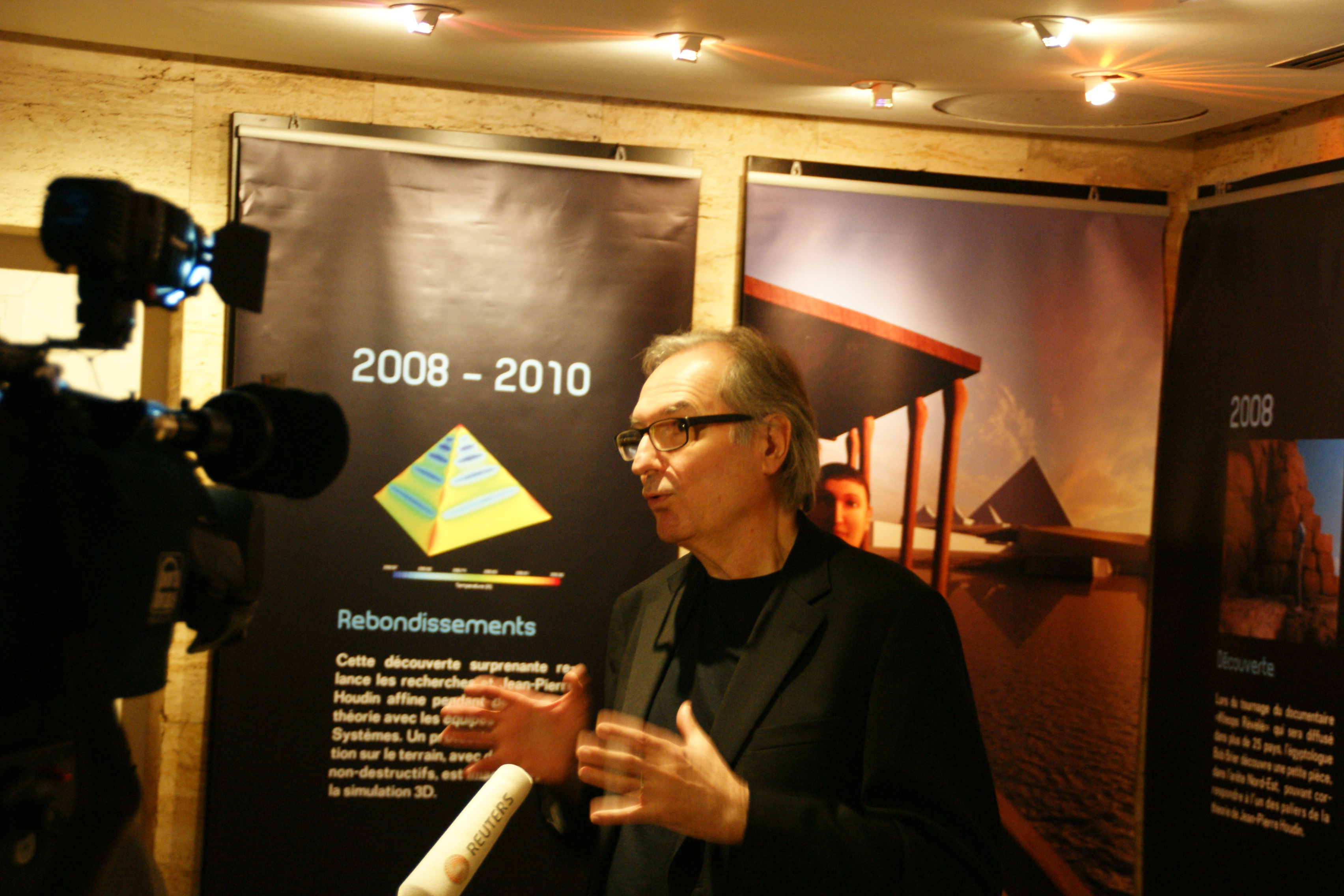
Interview lors de la présentation de Khéops Renaissance à la Géode en 2011.

À la suite de l’idée de son père Henri Houdin le 2 janvier 1999, Jean-Pierre réalise les modèles numériques 3D nécessaires pour présenter une construction de la pyramide par l’intérieur. Le premier article paraît en octobre 1999. L’aventure de la théorie de la construction par l’intérieur commence qui va occuper le reste de la vie de Jean-Pierre.
En 2003, l’association Construire la Grande Pyramide est fondée sous l’impulsion de Henri Houdin afin de préparer un projet de mission scientifique au moyen de techniques non-destructives sur la pyramide de Khéops. L’association permettra au fils de financer des voyages en Égypte pour effectuer des recherches sur place et établir des contacts avec les autorités égyptiennes. Sans appui scientifique en France, le duo trouvera cet appui auprès de l’égyptologue américain Bob Brier à la suite d'un échange de courriels en juin 2003,,.

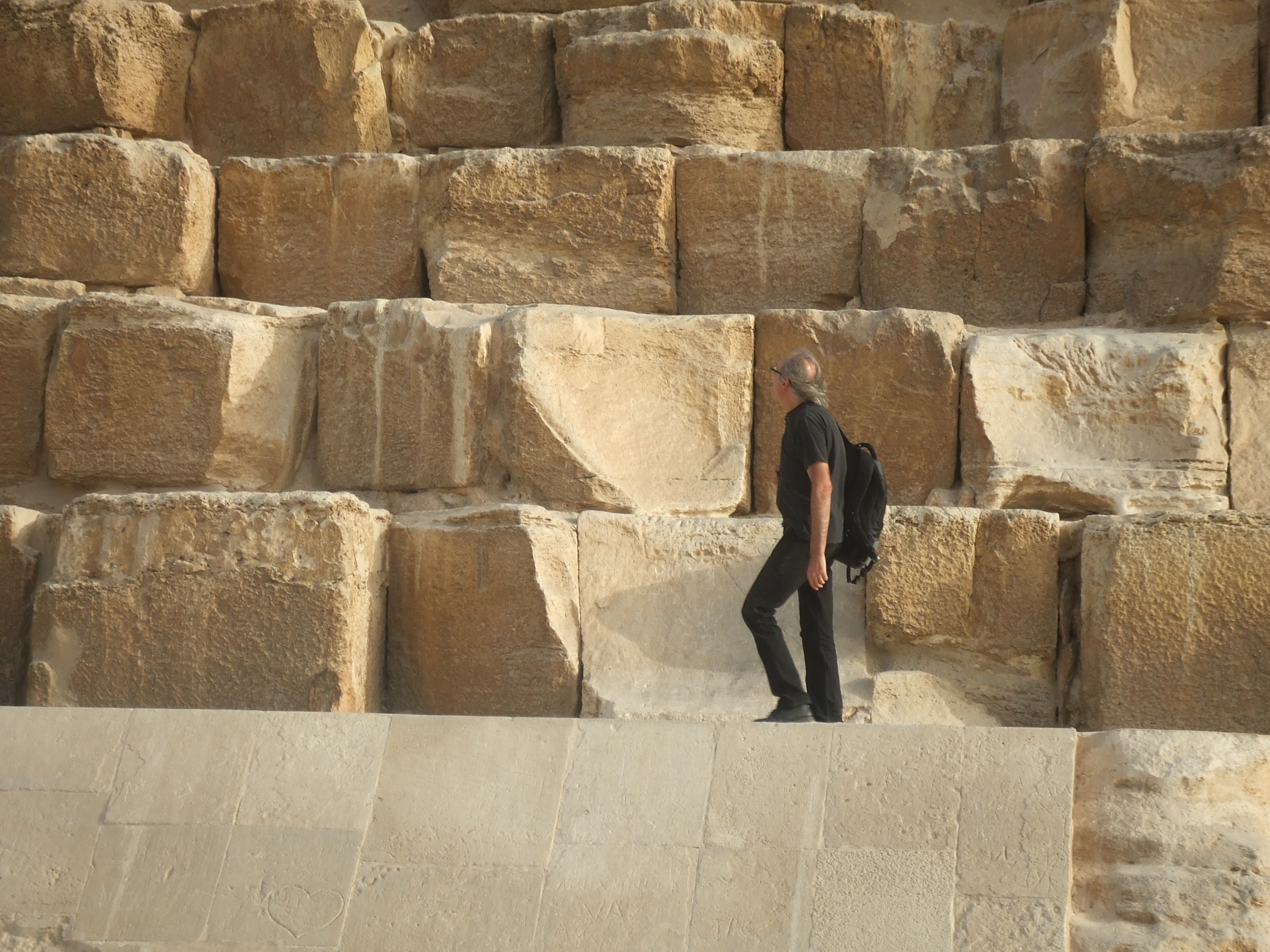
Jean-Pierre Houdin devant Khéops.

Le 6 septembre 2004 à l’invitation de l’égyptologue Christine Cardin, Jean-Pierre Houdin présente une communication sur les techniques d’investigation non-destructrices au 9e congrès International des Égyptologues à Grenoble publié en 2007.
En 2005, son travail est retenu par la société Dassault Systèmes dans le cadre du programme Passion for Innovation. Le résultat de cette collaboration est présenté officiellement le 30 mars 2007 à la Géode.
D’autres publications scientifiques et de vulgarisation suivront. Malgré la qualité du travail effectué par les Houdin, Jean-Pierre n’aura pas le droit de gravir la pyramide de Khéops pour vérifier ses hypothèses en 2008. C’est à Bob Brier que les autorités égyptiennes donnèrent cette autorisation alors qu’il n’était pas à l’origine des dites hypothèses.

## Travaux

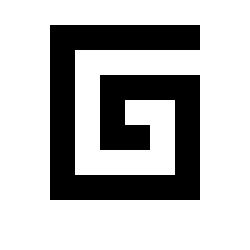
Stylisation du logo de Khéops Renaissance issu du hiéroglyphe O4.

L’œuvre principale de Jean-Pierre Houdin se trouve dans le développement, à partir de l’idée originale de son père Henri, de tous les procédés mis en œuvre lors de la construction de la pyramide de Khéops et plus largement des pyramides d'Égypte.
Grâce à la collaboration de  Dassault Systèmes une simulation numérique de la pyramide permet de tester les hypothèses des Houdin et de faire avancer :
1. l’archéologie  des connaissances des techniques de l’Égypte antique et la méthodologie en archéologie par le recours à des logiciels de l’industrie de la construction[15]
2. la philologie en permettant de préciser la raison d’être du signe O4[16]
3. la physique avec le développement de la radiographie par les muons[17]
4. la vulgarisation de la recherche grâce aux projections d’animations 3D en temps réel[18],[19]
5. la formation des étudiants avec le programme Giza 3D[20],[4]

## Publications principales

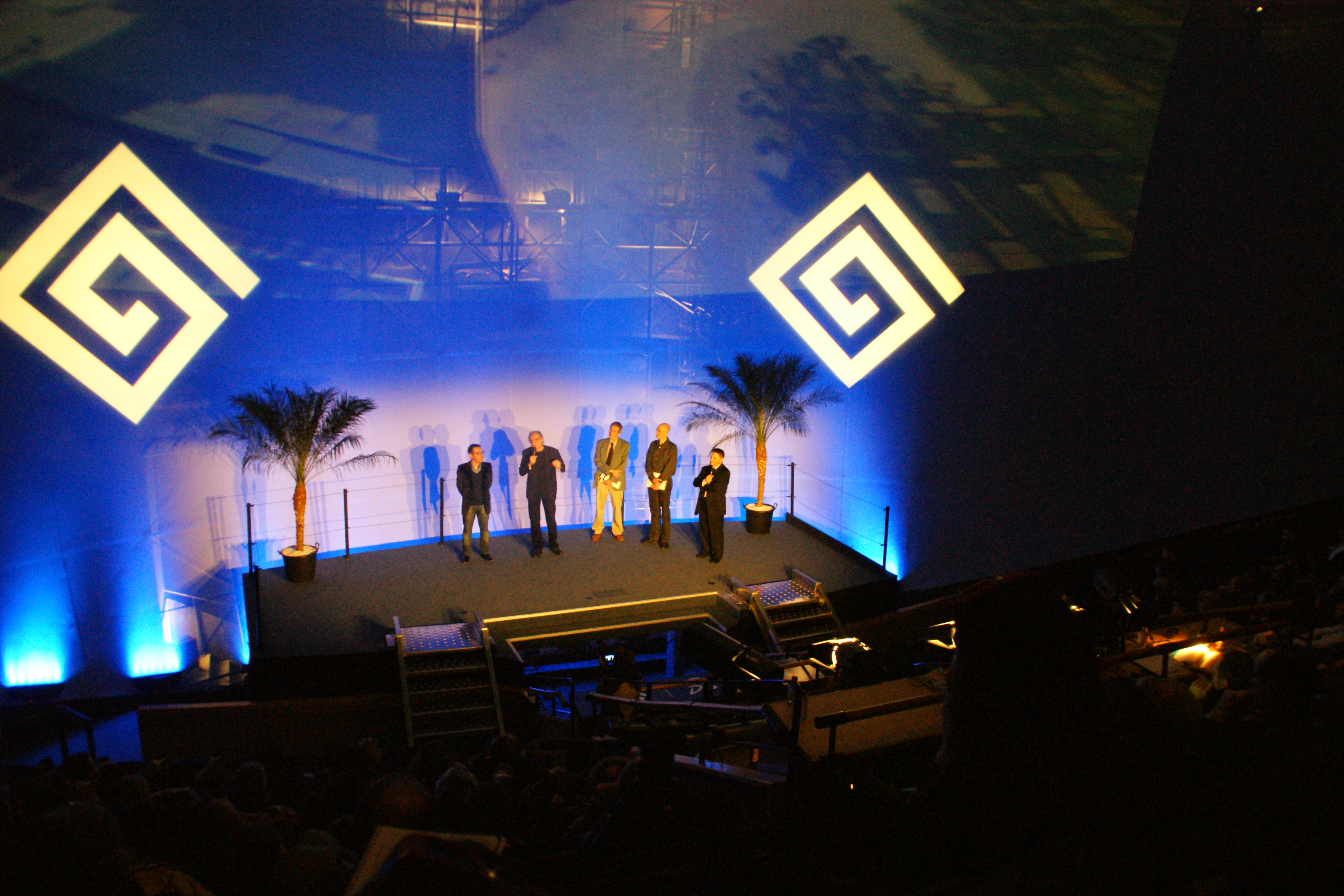
Présentation de Khéops Renaissance à la Géode en 2011.

- Jean-Pierre Houdin, Henri Houdin, La construction de la pyramide de Khéops : vers la fin des mystères ?. Transitions, Les nouvelles Annales des Ponts et Chaussées, 2002, 2002 (101), pp.76-84. ⟨10.1016/S0152-9668(02)80012-2⟩. ⟨hal-04274222⟩
- Jean-Pierre Houdin, La construction de la Grande Pyramide. In: Actes du 9e congrès international des égyptologues. Grenoble, 6-12 septembre 2004: Peeters; 2007. p.919-26.
- Bob Brier, Jean-Pierre Houdin. The Secret of the Great Pyramid: How One Man’s Obsession Led to the Solution of Ancient Egypt’s Greatest Mystery. Smithsonian Books, 2008, 978-0-06-165552-4. ⟨hal-04274127⟩
- Jean-Pierre Houdin. La pyramide de Khéops révélée. Abydos Publications, 2010, 977-17-7769-6. ⟨hal-04303693⟩
- Jean-Pierre Houdin, Éric Simard. Le mystère de la pyramide de Khéops. Oskar Éditeur, 2011, 978-2-35000-617-8. ⟨hal-04274169⟩
- Richard Breitner, Jean-Pierre Houdin, Bob Brier. A Computer Simulation to Determine When the Beams in the King's Chamber of the Great Pyramid Cracked. Journal of the American Research Center in Egypt, 2012, 48, pp.23-33. ⟨hal-04303572⟩
- Jean-Pierre Houdin, Pyramide de Khéops, découverte récente d'une grande cavité par la mission ScanPyramids : le "Big Void", 25 octobre 2022.

## Membre de sociétés savantes
- membre du comité Construction et Beaux-Arts de la SEIN[21]

## Controverse
En mars 2002, les Houdin rencontrent l’ingénieur en géologie Hany Mahfouz Helal (en) qui s’offre de les aider à entrer en contact avec la communauté scientifique française. Si les premiers contacts sont bons, ils deviennent rapidement impossibles.
Des chercheurs français comme Jean-Claude Golvin, et Jean-Luc Bovot dénigrent même publiquement leur travail. Christian Jacq évoque la raison principale de ces dénigrements en écrivant : « Houdin n'appartient pas au sérail et son exposé froisse nombre de susceptibilités. En dépit d'une démonstration effectuée à l'aide de la 3D numérique, sa découverte peinera à franchir les cercles académiques qui n'en reconnaissent le bien-fondé qu'en privé ».

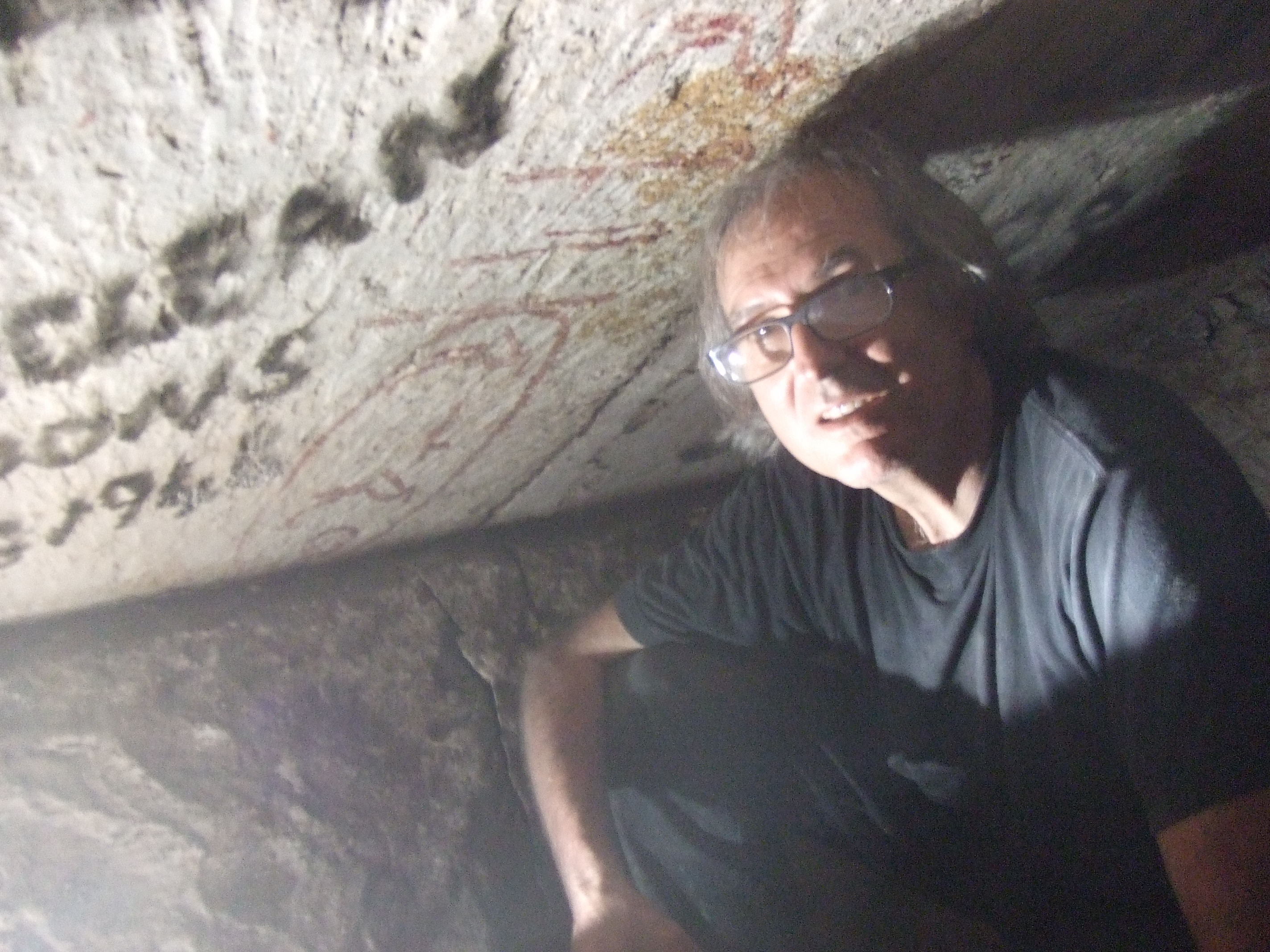
Sous les chevrons de Khéops en 2008.

C’est pourquoi, Jean-Pierre Houdin rencontrera nombre d’obstacles qui expliquent qu’il puisse se plaindre de cette hostilité des chercheurs français, et pourquoi il s’est tourné vers des égyptologues étrangers comme l’américain Bob Brier, et les allemands Dieter Arnold, et Rainer Stadelmann qui sont sensibles à la « cohérence et la dimension révolutionnaire » de son travail.
Cette hostilité va jusqu’à l’évincer de certains organismes et missions. Ainsi, le 8 juin 2015, il fait partie des fondateurs de l’association Heritage, Innovation, Preservation Institute ou HIP.Institute avec Mehdi Tayoubi, Hany Mahfouz Helal (en) et François Schuiten. Le même jour, il est élu Secrétaire Général de HIP.Institute. Il en sera rapidement écarté sous la pression de Zahi Hawass connue pour ces pratiques peu déontologiques. Jean-Pierre Houdin se verra supprimer de la liste des fondateurs sur le site web de HIP.Institute ainsi que des documents de la mission ScanPyramids menée par le HIP.Institute.
Plus tard, le 2 mars 2023, la mission ScanPyramids annonce la découverte d’une cavité derrière les chevrons au-dessus de l’entrée d’origine en face Nord. Le nom de Jean-Pierre Houdin ne sera cité que dans les remerciements des articles, alors qu’il avait émis l’hypothèse de cette présence dès 2003 puis annoncé son existence le 27 janvier 2011 lors de la conférence de presse conjointe avec Dassault Systèmes à la Géode de Paris sous le titre Kheops Renaissance.

## Récompenses et distinctions

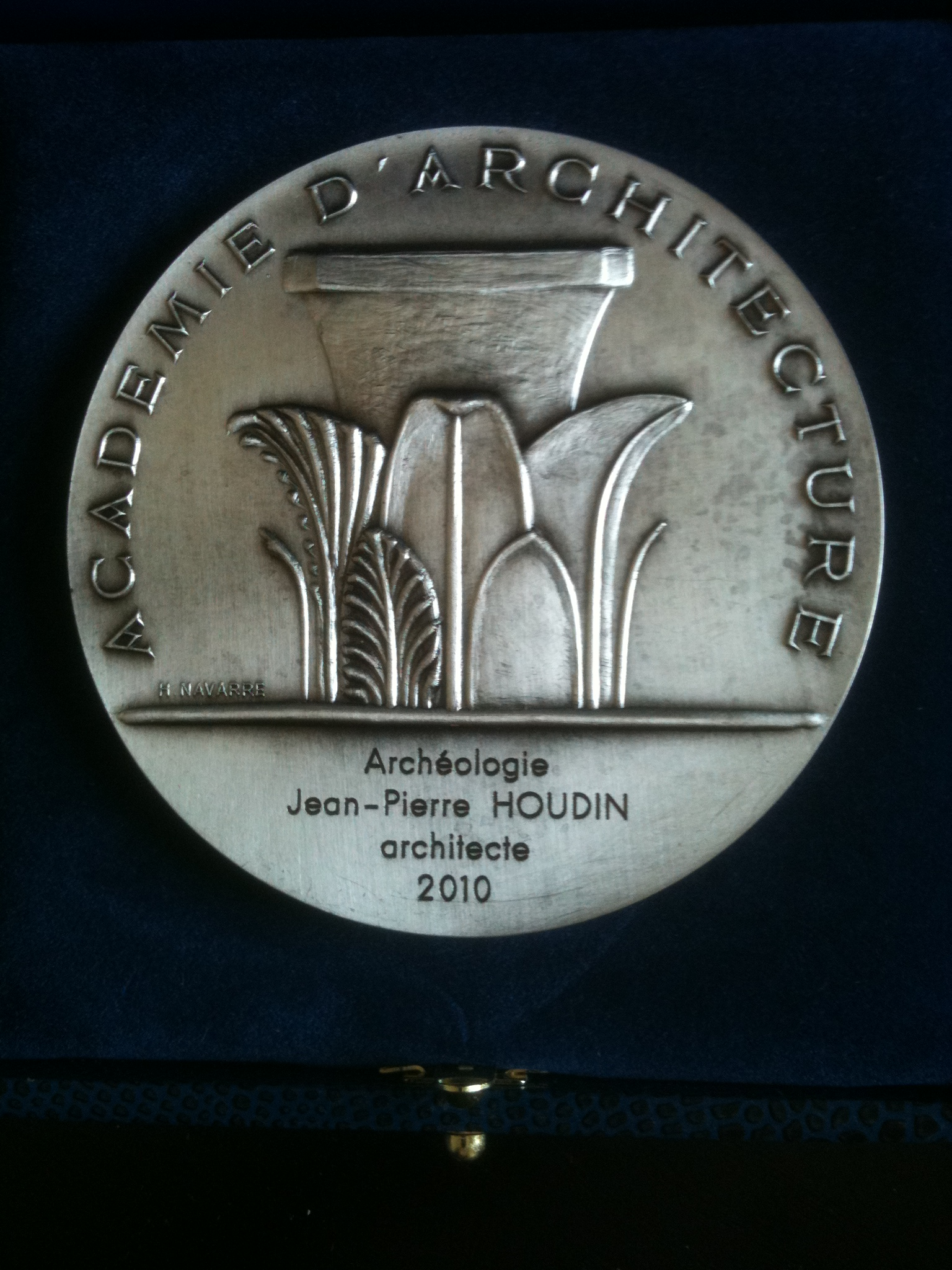

- Le 18 mai 2006, il reçoit le Prix Montgolfier « Construction et Beaux-Arts » décerné par la SEIN (Société d’Encouragement pour l’Industrie Nationale – fondée en 1802) pour ses travaux concernant la pyramide de Khéops[33].
- 24 juin 2010, Médaille d’Argent de l’Archéologie par l’Académie d'architecture[34]

## Filmographie
- Florence Tran, Khéops Révélé, Production Gédéon, 2007
- Florence Tran, Khéops, mystérieuses découvertes, Production Bonne Pioche, 2017

## Dans la culture populaire
Dans le jeu vidéo Assassin's Creed Origins (2017), la représentation de la Grande Pyramide de Gizeh est en partie fondée sur la théorie de la rampe interne et l’hypothèse d’antichambres émises par Jean-Pierre Houdin.